# 나주 목사내아
나주 목사내아(羅州 牧使內衙)은 대한민국 전라남도 나주시 금계동에 있는 건축물이다. 1986년 9월 29일 전라남도의 문화재자료 제132호로 지정되었다.

## 개요
조선시대 나주목에 파견된 지방관리인 목사(牧使)의 살림집으로, 건물의 이름은 ‘금학헌’이었다.
목사가 업무를 처리하던 동헌의 정문이었던 정수루에서 서쪽으로 약 65m 떨어진 곳에 있다.
언제 지었는지는 기록이 없어 알 수 없고, 다만 대문 옆에 있는 문간채를 고종 29년(1892)에 만든 것으로 보아 살림집 역시 19세기에 지은 건물로 여긴다.
앞쪽에 퇴칸을 둔 ㄷ자형 집으로 앞면 3칸 규모이며, 현재 본채와 문간채만 남아 있다. 지붕은 옆면에서 볼 때 여덟 팔(八)자 모양인 팔작지붕으로 꾸몄다. 일제시대 이후 군수의 살림집으로 사용하면서, 원래 모습을 많이 잃어버린 상태이다.
나주목사 내아는 궐패(闕牌)와 전패(殿牌)를 모셔놓고 초하루와 보름에 궁궐을 향해 절을 올리던 객사와 아문루가 함께 오늘날까지 남아 있어, 관아건축의 원래 모습을 연구하는데 귀중한 자료가 되고 있다.
나주목사내아

## 참고 자료
- 나주목사내아 - 국가유산청 국가유산포털